# اداره کسب‌وکارهای کوچک
اداره کسب‌وکار کوچک ایالات متحده (به انگلیسی: Small Business Administration) (اس‌بی‌ای) از سازمان‌های حکومت فدرال ایالات متحده آمریکا است که از کارآفرینان و کسب و کارهای کوچک حمایت به عمل می‌آورد. مأموریت اداره کسب و کار کوچک «حفظ و تحکیم اقتصاد کشور از طریق ایجاد امکان تأسیس و تداوم کسب و کارهای کوچک و یاری به بازیابی اقتصادی جوامع پس از فجایع» است. فعالیت‌های این سازمان به سرمایه، قراردادها و مشاوره خلاصه می‌شود.